# 鈴木重靖
鈴木 重靖（すずき しげやす、1925年4月27日 - 2021年1月19日）は、日本の経済学者。山口大学名誉教授。広島経済大学名誉教授。国際貿易論専攻。東京都文京区出身。経済学博士（1968年、京都大学で取得）。

## 略歴
出典
- 1925年4月27日 生
- 1947年3月 旧制浦和高等学校卒業[3]
- 1950年
  - 3月 京都大学経済学部卒業
  - 5月 山口大学経済専門学校講師
- 1951年3月 山口大学経済学部助手
- 1954年9月 山口大学経済学部講師
- 1956年11月 山口大学経済学部助教授
- 1967年4月 山口大学経済学部教授
- 1968年7月 経済学博士（京都大学）論文の題は「社会主義貿易論」[4]
- 1970年7月 イギリス、チェコスロバキア留学（昭和46年（1971年）6月まで）
- 1980年4月 山口大学評議員（昭和57年（1982年）3月まで）
- 1982年4月 山口大学経済学部長（昭和61年（1986年）3月まで）
- 1986年4月 山口大学評議員（平成元年（1989年）3月まで）
- 1989年
  - 3月 山口大学退任
  - 5月 山口大学名誉教授
- 1991年11月 広島経済大学大学院経済学研究科（博士課程）研究科長（平成7年（1995年）3月まで）
- 2001年
  - 3月 広島経済大学退任
  - 4月 広島経済大学名誉教授
- 2002年11月 勲三等旭日中綬章受章[5]
- 2021年1月19日 老衰のため、山口県防府市の病院で死去[1]。死没日をもって正四位に叙される[6]。

## 学会および社会における活動
出典
- 1959年5月 中四国商経学会会員（現在まで）
- 1960年4月 国際経済学会会員（現在まで）
  - この間、1972年4月1日より1988年3月31日まで同学会理事、1988年4月1日より1990年3月31日まで同学会常任理事を歴任
- 1970年4月 比較経済体制学会（旧名 社会主義経済学会）会員（現在まで）
- 1975年4月 ロシア東欧学会会員（1995年まで）

## 著書
出典

### 単著
- 『国際価値と国際価格』（山口大学経済学会、1965年11月）
- 『社会主義貿易論』（有斐閣、1967年7月）
- 『社会主義と外国貿易』（山口大学東亜経済学会、1978年5月）
- 『現代社会主義貿易論』（有斐閣、1981年5月）

### 共著
- 『社会主義経済学の生成と発展』（青木書店、1965年9月）
- 『現代資本主義と社会主義』（有斐閣、1973年1月）
- 『世界経済と帝国主義』（有斐閣、1973年5月）
- 『社会主義経済論』（有斐閣、1975年1月）
- 『テキストブック・世界経済』（有斐閣、1982年11月）
- 『マルクス経済学と世界経済』（有斐閣、1983年9月）
- 『社会主義経済論』（有斐閣、1986年10月）
- 『現代貿易理論の解明』（大月書店、1987年2月）
- 『グローバリズムの衝撃』（東洋経済新報社、2001年4月）

## 辞典
出典
- 『岩波経済学辞典（社会主義世界経済体制・国営貿易・ルーブル）』（岩波書店、1965年9月）
- 『社会科学大辞典（社会主義世界市場・東西貿易）』（鹿島研究所出版、1969年8月）
- 『経済学用語の基礎知識（社会主義圏貿易）』（有斐閣、1974年8月）
- 『大月経済学辞典（最恵国待遇・社会主義国際分業・東西貿易）』（大月書店、1979年4月）
- 『岩波経済学辞典 第2版（国営貿易）』（岩波書店、1979年6月）